# Hohenfels-Essingen

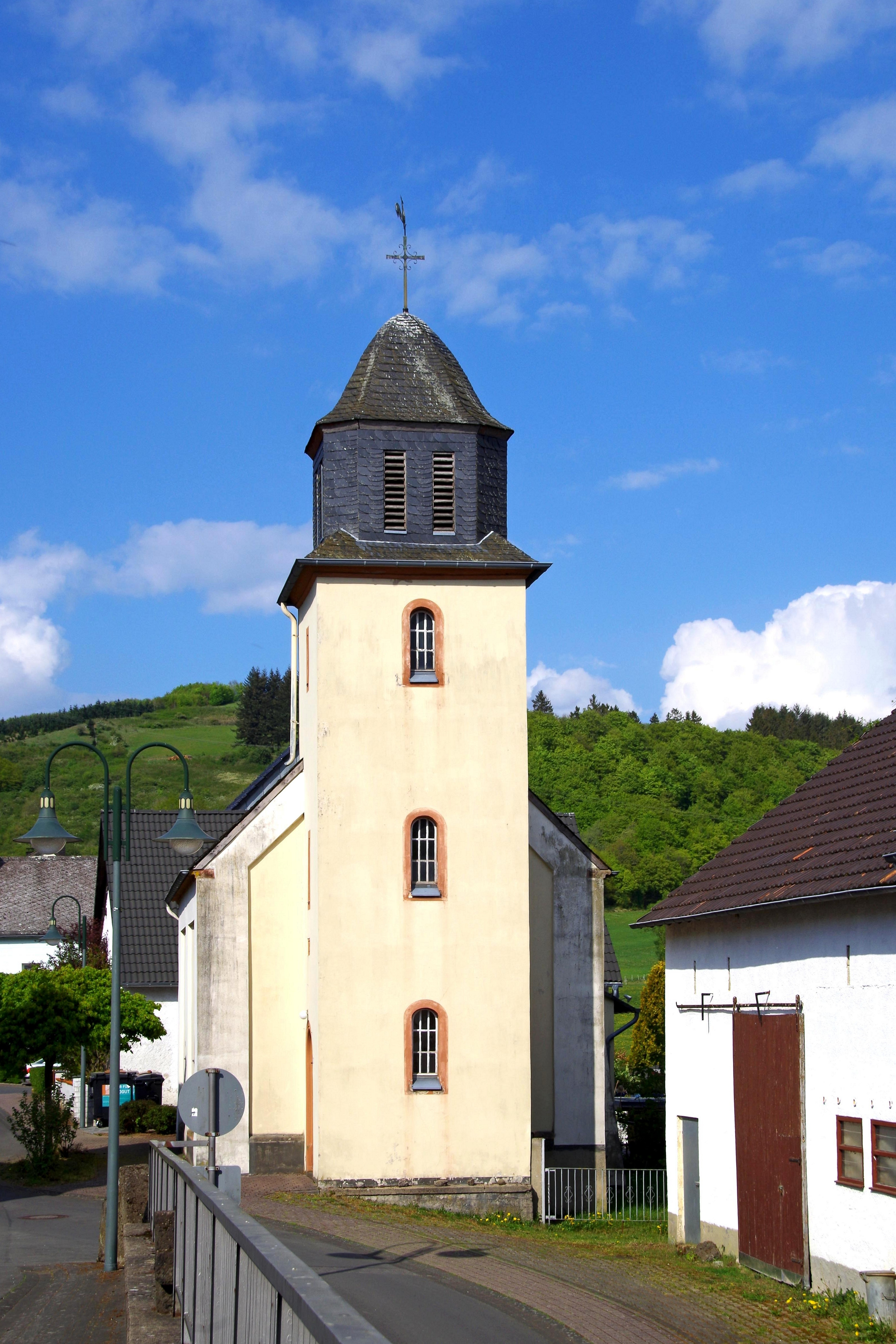
St. Sebastian (Essingen) von Südwesten

Hohenfels-Essingen in der Vulkaneifel ist eine Ortsgemeinde im Landkreis Vulkaneifel in Rheinland-Pfalz. Sie gehört der Verbandsgemeinde Gerolstein an.

## Geographie
Hohenfels-Essingen liegt im Tal des Hangelsbach, eingerahmt vom Feuerberg (588 m ü. NHN), Alten Voß (588 m ü. NHN, mit Befreiungsbuche) und Mühlenberg (585 m ü. NHN, mit Mühlsteinhöhlen). Zu Hohenfels-Essingen gehören die Wohnplätze Grafenfelderhof und Römerhof.

## Geschichte
Hohenfels war, wie Funde belegen, schon zu römischer und fränkischer Zeit besiedelt und wurde 948 erstmals urkundlich erwähnt. Essingen wurde erstmals 1193 urkundlich als ein dem Kloster St. Thomas zugehöriges Gut erwähnt.

### Die Römer und Franken
Am Ende des 2. Jahrhunderts kamen die Römer in die Westeifel. Die römischen Truppen trafen auf eine zwar Ackerbau treibende einheimische Bevölkerung, die jedoch zahlenmäßig so gering war, dass sie nur relativ kleine Flächen bestellte. Mit der planmäßigen Erschließung des Landes durch Militärstraßen und den damit verbundenen Möglichkeiten des regionalen und sogar nationalen Handels begann schon bald eine rege Rodungstätigkeit auf den für den Ackerbau besonders gut geeigneten Böden. Das Land rechts und links der Verkehrsstraßen wurde mit einem Netz von Gutshöfen überzogen, die sowohl staatlich als auch privatwirtschaftlich betrieben wurden. Einige der wichtigsten Römerstraßen verliefen über die nördlichen Höhen von Hohenfels und durch das Kylltal nördlich von Trier.
Im Distrikt Im Keller (Hohenfels) fand man 1957 bei Bauausschachtungen die Überreste einer Portikusvilla. Nur etwa 200 Meter entfernt wurden 1914 in der Gemarkung Auf Grafenfeld in Hohenfels zwei römische Gräber gefunden und für das Rheinische Landesmuseum Trier  geborgen.
Die große germanische Landnahme zwischen 400 und 600 n. Chr. zerstörte die römische Kultur und brachte das Gebiet in die Hände der Heerkönige. Die bisherige Bevölkerung – romanisierte Kelten sowie Römer – flüchtete oder wurde unterworfen. Die fränkischen Könige verteilten die vormals römischen Güter an ihre Krieger. In Hohenfels findet sich eine fränkische Gründung in unmittelbarer Nähe der römischen Portikusvilla.
Im Flur Auf Grafenfeld wurde 1912 ein großes Gräberfeld der fränkischen Zeit entdeckt und erforscht: 125 fränkische Gräber aus dem 4. bis 8. Jahrhundert.

### 15. bis 17. Jahrhundert
Bereits vor dem Dreißigjährigen Krieg war der Mühlenberg mit Stollen durchzogen worden, in denen man Mühlsteine anfertigte. Als Schutz insbesondere gegen die schwedischen Truppen wurden diese Stollen und Höhlen ausgebaut und zur Unterbringung des Viehs benutzt. Zur Wasserversorgung wurden in Lavablöcke große Schalen gehauen, die bis zu 300 Liter Wasser hielten. Das Wasser konnte aus einem Quellaustritt am Südhang des Berges gewonnen werden.
Nach dem Dreißigjährigen Krieg war das Land verwüstet, die Bevölkerung verarmt. Zudem gab es Seuchen wie die Pest. Aus dieser Zeit stammen sieben aus Lavabasalt gehauene Wegkreuze in der näheren Umgebung von Hohenfels. An jedem Sonntag wallfahrtete das ganze Dorf an den Kreuzen vorbei und bat so um das Ende der Pest. Diese Kreuze wurden in den 1960er Jahren von der Gemeinde am Weg entlang zur Grotte auf dem Mühlberg aufgestellt. Weitere Zerstörungen brachte 1688 der Pfälzischer Erbfolgekrieg, in dem Burgen, Kirchen und Klöster zerstört wurden.

### 18. und 19. Jahrhundert
Als Folge der Französischen Revolution kamen die Franzosen 1794 wieder in die Eifel. Der Ort Hohenfels stand damals im Eigentum des Grafen von Metternich, der 1808 enteignet wurde. Die Mühle von Hohenfels, die auch dem Grafen gehörte, wurde für 1200 Franc (entsprechend 380 Talern) verkauft. Ebenso wurden sämtliche dem Grafen gehörende Ländereien einzeln versteigert.
Aufgrund der Beschlüsse auf dem Wiener Kongress wurde die Eifel 1815 dem Staat Preußen zugeordnet und gehörte zur neu gebildeten Provinz Großherzogtum Niederrhein mit Sitz in Koblenz. Im 19. Jahrhundert wohnten durchschnittlich 140 Personen in Hohenfels. Haupterwerbsquelle waren landwirtschaftliche Kleinbetriebe. Daneben wurden in Familienbetrieben Bord- und Mühlsteine sowie Material für den Wegebau hergestellt. Diese Erzeugnisse wurden mit Pferdegespannen über die Eifel hinaus transportiert und verkauft. Ein Teil der Mühlsteine wurde nach Belgien transportiert und von dort in alle Welt exportiert. Diese Familienbetriebe wurden während des Ersten Weltkrieges eingestellt.
Im Jahre 1860 wurde das größte Lavavorkommen der Eifel – der Hohenfelser Feuerberg – von der Gemeinde zur Lavagewinnung verpachtet. Die Lava wurde für den Straßen- und Eisenbahnbau verwendet.

### 20. Jahrhundert bis heute

Basaltsteinbruch

Nach dem Ende des Ersten Weltkrieges waren im November 1918 amerikanische Truppen im Ort, später dann während der Rheinlandbesetzung französische Besatzungstruppen.
In den 1920er Jahren begann der Abbau von Basalt unterhalb des Mühlenberges. Im Gebiet um Hohenfels stellte eine Firma aus Mayen Kollersteine her und vertrieb sie weltweit. 1928 wurde oberhalb des Landflurs „Wahlend“ ein Schotterwerk gebaut, das bis 1974 in Betrieb war. Hier hatten zeitweilig über 100 Menschen einen Arbeitsplatz.
Im Zuge der rheinland-pfälzischen Funktional- und Gebietsreform wurden die beiden bis dahin selbständigen Gemeinden Hohenfels und Essingen am 1. Januar 1968 zu einer Gemeinde zusammengeschlossen.

### Bevölkerungsentwicklung
Die Entwicklung der Einwohnerzahl von Hohenfels-Essingen bezogen auf das heutige Gemeindegebiet, die Werte von 1871 bis 1987 beruhen auf Volkszählungen:
| Jahr | Einwohner |
| ---- | --------- |
| 1815 | 178       |
| 1835 | 250       |
| 1871 | 253       |
| 1905 | 263       |
| 1939 | 312       |
| 1950 | 366       |
| 1961 | 371       |

| Jahr | Einwohner |
| ---- | --------- |
| 1970 | 346       |
| 1987 | 316       |
| 1999 | 356       |
| 2005 | 360       |
| 2011 | 327       |
| 2017 | 304       |
| 2023 | 243       |

## Politik

### Gemeinderat
Der Gemeinderat in Hohenfels-Essingen besteht aus acht Ratsmitgliedern, die bei der Kommunalwahl am 9. Juni 2024 in einer Mehrheitswahl gewählt wurden, und dem ehrenamtlichen Ortsbürgermeister als Vorsitzendem.

### Bürgermeister
Uwe Jungels wurde am 2. Juli 2024 Ortsbürgermeister von Hohenfels-Essingen. Da für die Direktwahl am 9. Juni 2024 kein Wahlvorschlag eingereicht worden war, oblag die Neuwahl des Bürgermeisters gemäß rheinland-pfälzischer Gemeindeordnung dem Rat der Gemeinde, der sich auf seiner konstituierenden Sitzung für Jungels entschied.
Jungels Vorgänger waren Josef Simons (2019 bis 2024) und zuvor Ottmar Eul, der das Amt rund 14 Jahre ausübte.

### Wappen
| Wappen von Hohenfels-Essingen | Blasonierung: „In Silber ein schräglinkes, rotes Schwert, begleitet oben von einer blauen Urne, unten von einem grünen Mühlstein.“ |
| Wappen von Hohenfels-Essingen | Wappenbegründung: Das rote Schwert ist das Symbol für die mittelalterliche Gerichtsstätte des kurtrierischen Amtes Daun zwischen Hohenfels und Essingen an der alten Römerstraße, 1683 mit einem Galgen in der Karte des Amtes Daun verzeichnet. Die blaue Urne weist auf das große fränkische Gräberfeld mit 125 Gräbern und die bedeutenden Grabfunde hin. Der grüne Mühlstein symbolisiert die bereits im Mittelalter weithin bekannten Hohenfelser Mühlsteinbrüche als Gewerbe, steht ferner für die vulkanisch geprägte Landschaft in beiden Ortsteilen und weist auch auf den heutigen Lava- und Basaltabbau hin. |

## Sehenswürdigkeiten
- Die Grotte am Mühlenberg
- Mühlsteinhöhlen
- Basaltvorkommen
- Wanderwege

Siehe auch: Liste der Kulturdenkmäler in Hohenfels-Essingen

## Verkehr
Hohenfels liegt an der Eifelquerbahn, auf welcher derzeit jedoch kein SPNV stattfindet, zuletzt fand Nur touristischer Verkehr durch die Vulkaneifelbahn Betriebsgesellschaft (VEB) statt.